# Liste des meilleures marqueuses à trois points en WNBA
Cette page présente la liste des meilleures marqueuses à trois points en NBA en carrière en saison régulière.

## Classement

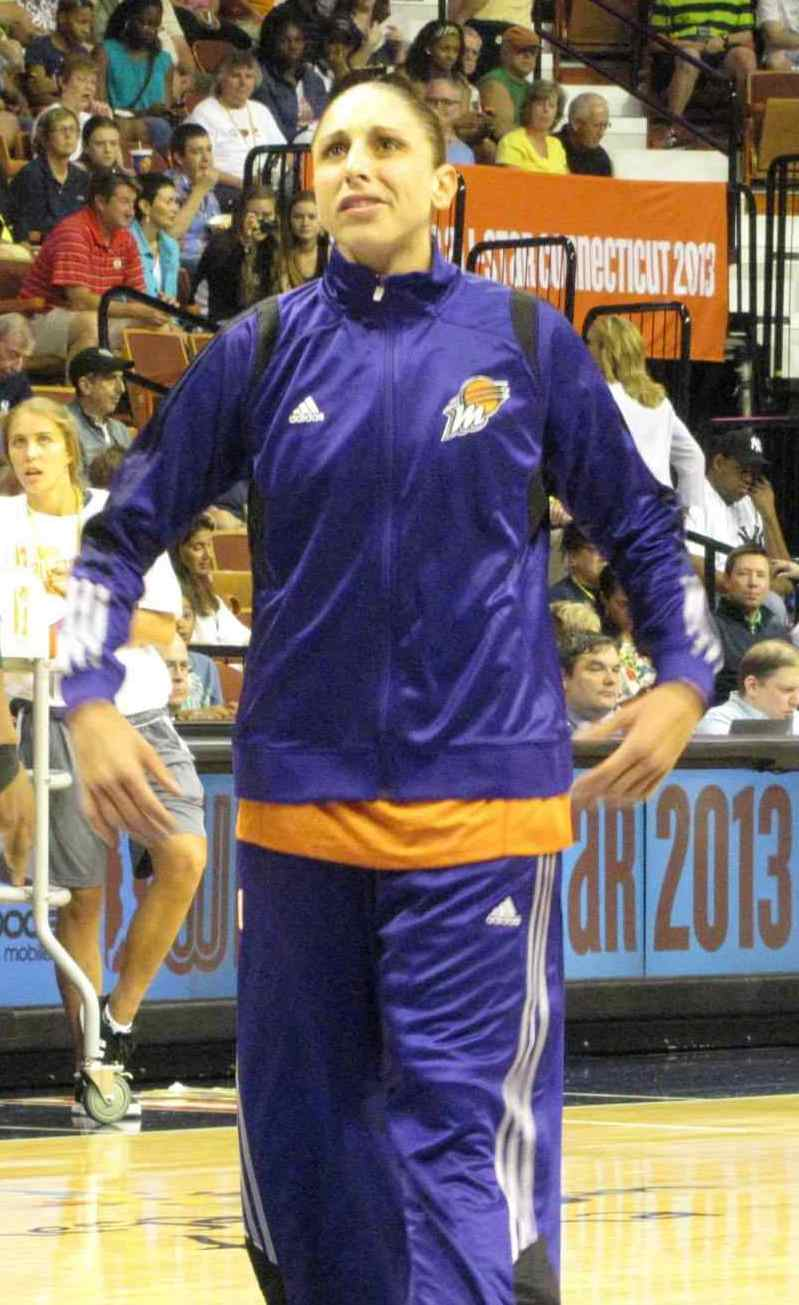
Diana Taurasi (1er)

### Joueurs les plus prolifiques
|  | Joueuse intronisée au Basketball Hall of Fame                    |
|  | Joueuse en activité en WNBA                                      |
|  | Joueuse ne répondant pas aux critères du Basketball Hall of Fame |

- Mise à jour à l'issue de la saison 2022.

| Rang | Nom                   | Poste         | Réussis | Tentés | Taux de réussite |
| ---- | --------------------- | ------------- | ------- | ------ | ---------------- |
| 1    | Diana Taurasi         | Meneuse       | 1 297   | 3 569  | 36,3%            |
| 2    | Sue Bird              | Meneuse       | 1 001   | 2 551  | 39,2%            |
| 3    | Katie Smith           | Arrière       | 906     | 2 466  | 36,7%            |
| 4    | Becky Hammon          | Meneuse       | 829     | 2 191  | 37,8%            |
| 5    | Tina Thompson         | Ailière       | 748     | 2 018  | 37,1%            |
| 6    | Katie Douglas         | Arrière       | 726     | 1 978  | 36,7%            |
| 7    | Kristi Toliver        | Meneuse       | 641     | 1 670  | 38,4%            |
| 8    | Tamika Catchings      | Ailière       | 606     | 1 704  | 35,6%            |
| 9    | Kara Lawson           | Meneuse       | 584     | 1 498  | 39,0%            |
| 10   | Nicole Powell         | Ailière       | 580     | 1 536  | 37,8%            |
| 11   | Ivory Latta           | Meneuse       | 536     | 1 453  | 36,9%            |
| 12   | Renee Montgomery      | Arrière       | 532     | 1 533  | 34,7%            |
| 13   | Maya Moore            | Ailière       | 530     | 1 381  | 38,4%            |
| 14   | Allie Quigley         | Meneuse       | 510     | 1 295  | 39,4%            |
| 15   | Leilani Mitchell      | Meneuse       | 508     | 1 319  | 38,5%            |
| 16   | DeWanna Bonner        | Ailière       | 490     | 1 627  | 30,1%            |
| 17   | Shekinna Stricklen    | Ailière       | 468     | 1 287  | 36,4%            |
| 18   | Cappie Pondexter      | Meneuse       | 464     | 1 325  | 35,0%            |
| 19   | Lauren Jackson        | Ailière forte | 436     | 1 243  | 35,1%            |
| 20   | Shameka Christon      | Ailière       | 435     | 1 271  | 34,2%            |
| 21   | Kayla McBride         | Meneuse       | 431     | 1 172  | 36,8%            |
| 22   | Crystal Robinson (en) | Ailière       | 426     | 1 138  | 37,4%            |
| 23   | Mwadi Mabika          | Meneuse       | 415     | 1 271  | 32,7%            |
| 24   | Penny Taylor          | Ailière       | 410     | 1 073  | 38,2%            |
| 25   | Riquna Williams       | Meneuse       | 407     | 1 110  | 36,7%            |